# 惠思高地
80°45′S 29°33′W / 80.750°S 29.550°W
惠思高地（英語：Wyeth Heights），是南極洲的高地，位於科茨地，處於奧特高地的東南端，海拔高度1,335米，在1957年由英聯邦探險隊繪入地圖，以英國研究隊的地質學家命名，現時由南極條約體系管理。